# Семотюк, Владислав Николаевич
Владисла́в Никола́евич Семотю́к (укр. Владислав Миколайович Семотюк; род. 14 ноября 2000, Ивано-Франковск) — украинский футболист, полузащитник клуба «Ворскла».

## Клубная карьера
Воспитанник киевского РВУФК, в котором занимался до 2017 года. В преддверии старта сезона 2017/18 присоединился к каменской «Стали», однако выступал только за юношескую и молодежную команду клуба. Сезон 2019/19 годов начал в «Арсенале», где сначала также выступал за юношескую и молодёжную команды. Дебютировал за первую команду киевлян 30 сентября 2019 в домашнем поединке 10-го тура Премьер-лиги против киевского «Динамо». Владислав вышел на поле в стартовом составе, а на 46-й минуте его заменил Денис Баланюк.